# Dlhá Ves
Dlhá Ves (bis 1948 slowakisch „Hosúsovo“; ungarisch Gömörhosszúszó – bis 1907 Hosszúszó) ist eine Gemeinde im Osten der Slowakei mit 527 Einwohnern (Stand 31. Dezember 2024), die zum Okres Rožňava, einem Teil des Košický kraj, gehört.

## Geographie
Die Gemeinde befindet sich am südwestlichen Rande des Karstplateaus Silická planina in Tal Dlhoveská dolina und gleichzeitig an der Südgrenze des Nationalparks Slowakischer Karst, unweit der Grenze zu Ungarn. Das Ortszentrum liegt auf einer Höhe von 330 m n.m. und ist 22 Kilometer von Rožňava entfernt.
Nachbargemeinden sind Ardovo im Norden, Kečovo im Osten, Tornaľa im Süden, Čoltovo im Westen und Bohúňovo im Nordwesten.

## Geschichte
Auf dem heutigen Gemeindegebiet gab es Höhlensiedlungen in der Jungsteinzeit sowie eine Siedlung der Piliny-Kultur in der späten Bronzezeit.
Der Ort wurde zum ersten Mal 1332 als Horuati schriftlich erwähnt und war Standort einer Mautstelle auf dem Weg nach Torna (heute Turňa nad Bodvou). Bis zur Mitte des 16. Jahrhunderts besaßen die Familien Kacsics und Bejei Güter im Ort. Die weitere Entwicklung wurde durch türkische Angriffe gebremst, die 1660 zur Aufgabe des Dorfes führten. Erst im 18. Jahrhundert wurde das Dorf durch Siedler aus der Gegend von Muráň neu besiedelt. 1828 zählte man 67 Häuser und 464 Einwohner, deren Haupteinnahmequelle die Landwirtschaft war.
Bis 1918/19 gehörte der im Komitat Gemer und Kleinhont liegende Ort zum Königreich Ungarn und kam danach zur Tschechoslowakei beziehungsweise heute Slowakei. 1938 bis 1945 war er auf Grund des Ersten Wiener Schiedsspruchs noch einmal Teil Ungarns.

## Bevölkerung
| Jahr                | 1994 | 2004    | 2014    | 2024    |
| ------------------- | ---- | ------- | ------- | ------- |
| Anzahl der Personen | 660  | 598     | 564     | 527     |
| Unterschied         |      | −9,39 % | −5,68 % | −6,56 % |

| Jahr                | 2023 | 2024    |
| ------------------- | ---- | ------- |
| Anzahl der Personen | 515  | 527     |
| Unterschied         |      | +2,33 % |

Nach der Volkszählung 2011 wohnten in Dlhá Ves 586 Einwohner, davon 465 Magyaren, 102 Slowaken und ein Tscheche. 18 Einwohner machten keine Angabe zur Ethnie.
294 Einwohner bekannten sich zur Evangelischen Kirche A. B., 82 Einwohner zur römisch-katholischen Kirche, 54 Einwohner zur reformierten Kirche, 23 Einwohner zur evangelisch-methodistischen Kirche sowie jeweils zwei Einwohner zu den Zeugen Jehovas und zur griechisch-katholischen Kirche. 79 Einwohner waren konfessionslos und bei 50 Einwohnern wurde die Konfession nicht ermittelt.

## Bauwerke und Denkmäler
- evangelische Kirche im klassizistischen Stil aus dem Jahr 1792